# Okinori Kaya
Okinori Kaya (賀屋 興宣 Kaya Okinori?,  30 de enero de 1889 – 9 de mayo de 1977) fue un político japonés, ministro de Finanzas entre 1941 y 1944, durante la Segunda Guerra Mundial. Tras la rendición de Japón fue detenido y procesado por el Tribunal de Tokio. Fue condenado a 20 años de prisión, de los que sólo cumplió diez pues en 1955 fue puesto en libertad condicional. Dos años después fue nombrado ministro de Justicia, cargo que desempeñó hasta 1960. 
Ocupó el cargo de ministro de Finanzas en el gobierno que formó el general Hideki Tojo el 18 de octubre de 1941, un mes y medio antes del ataque a Pearl Harbor. Tras la dimisión del anterior primer ministro Fumimaro Konoe, forzada por el propio Tojo, ministro de la Guerra en su gobierno, éste fue encargado por el emperador Hirohito para que buscara una solución diplomática al conflicto que Japón mantenía con Estados Unidos a causa de la reciente invasión japonesa de la Indochina francesa.  Por eso nombró como ministro de Asuntos Exteriores al experimentado diplomático Shigenori Togo, nada favorable a la Alemania nazi y que estaba dispuesto a hacer concesiones a Estados Unidos, para el Ministerio de Marina al almirante Shigetarō Shimada y para el de Finanzas a Kaya, que como Shimada era un declarado antibelicista —Tojo por su parte se mantuvo al frente del ministerio de la Guerra y asumió también la cartera de Interior—.
A las sucesivas conferencias de enlace  que se celebraron entre el 23 y el 30 de octubre para «volver a examinar» las decisiones que se habían adoptado hasta entonces en el contencioso con Estados Unidos, también fue invitado Kaya para que explicara las consecuencias económicas de una guerra con Estados Unidos.